# Oberkommando der Luftwaffe
O Oberkommando der Luftwaffe (OKL) (em português: Alto Comando da Força Aérea) foi o Alto Comando responsável por decisões e acções administrativas da Luftwaffe. Ele actuava como poder executivo, cuidando das questões militares de todos os departamentos aeronáuticos.
Embora independente, o OKL era subordinado ao Oberkommando der Wehrmacht, que por sua vez era subordinado directamente a Adolf Hitler.

## Chefe do OKL e Comandante Supremo da Luftwaffe
- Reichsmarschall Hermann Göring,[4] 1 de Março de 1935 – 24 de Abril de 1945
- Marechal Robert Ritter von Greim,[4] 29 de Abril de 1945 – 8 de Maio de 1945